# Francesco Piccolo

Francesco Piccolo (né le 12 mars 1964  à Caserte) est un écrivain italien auteur de romans, de nouvelles et de scénarios.

## Biographie
En 2014, Francesco Piccolo a reçu le prix Strega pour son roman Il desiderio di essere come tutti.
Pour le cinéma, il a notamment participé à l'écriture de scénarios pour des films de Nanni Moretti (Le Caïman, Habemus Papam, Mia Madre).

### Télévision
Pour la télévision, il a participé au scénario de la mini-série italo-américaine L'Amie prodigieuse (L'amica geniale)  basé sur la saga éponyme d'Elena Ferrante.

## Œuvres
- La separazione del maschio, Turin, Einaudi, 2008 ; Les tentations du mâle, traduction d'Eric Cornan, Grasset, 2010

- Petits moments de bonheur volés, Denoel, 2014 ((it) Momenti di trascurabile felicità, 2011)
- La bella confusione, Einaudi, 2023 (it) ; même titre pour la traduction d'Olivier Villepreux, Albin Michel, 2025.

## Filmographie

### Téléfilms
- 2007 : L'avvocato Guerrieri - Testimone inconsapevole d'Alberto Sironi
- 2008 : L'avvocato Guerrieri - Ad occhi chiusi d'Alberto Sironi

### Cinéma
- 2002 : Nemmeno in un sogno de Gianluca Greco
- 2002 : My Name Is Tanino de Paolo Virzì
- 2002 : Paz! de Renato De Maria
- 2004 : Ovunque sei de Michele Placido
- 2004 : Agata e la tempesta de Silvio Soldini
- 2006 : Giorni e nuvole de Silvio Soldini
- 2006 : Le Caïman (Il caimano) de Nanni Moretti
- 2008 : Caos calmo de Antonello Grimaldi
- 2010 : La prima cosa bella de Paolo Virzì
- 2011 : Habemus papam de Nanni Moretti
- 2011 : À la dérive (Gli sfiorati) de Matteo Rovere
- 2013 : Les Opportunistes (Il capitale umano) de  Paolo Virzì
- 2015 : Il nome del figlio de Francesca Archibugi
- 2015 : Mia madre de Nanni Moretti
- 2017 : L'Échappée belle (Ella & John - The Leisure Seeker) de Paolo Virzì
- 2017 : Gli sdraiati de Francesca Archibugi
- 2018 : Nuits magiques (Notti magiche) de Paolo Virzì
- 2019 : Momenti di trascurabile felicità de Daniele Luchetti
- 2020 : Les Liens qui nous unissent (Lacci) de Daniele Luchetti
- 2022 : Le Colibri (Il colibrì) de Francesca Archibugi

## Récompense
- David di Donatello 2014 : Meilleur scénario pour Les Opportunistes